# New York City E-Prix 2018
Der New York City E-Prix 2018 (offiziell: 2018 Qatar Airways New York City E-Prix) fand am 14. und 15. Juli auf der Formel-E-Rennstrecke New York City in New York City statt und war das elfte sowie das zwölfte Rennen der FIA-Formel-E-Meisterschaft 2017/18. Es handelte sich um den zweiten New York City Prix sowie um das Saisonfinale der vierten Saison der FIA-Formel-E-Meisterschaft.

## Bericht

### Hintergrund
Nach dem Zürich E-Prix führte Jean-Éric Vergne in der Fahrerwertung mit 23 Punkten vor Sam Bird und mit 62 Punkten vor Lucas di Grassi. Nur noch Vergne und Bird hatten rechnerische Meisterschaftschancen. In der Teamwertung hatte Techeetah 33 Punkte Vorsprung auf Audi Sport ABT Schaeffler und 62 Punkte Vorsprung auf DS Virgin.
Die Strecke wurde im Vergleich zum Vorjahr verändert: Anstelle einer 180-Grad-Rechtskurve am Ende der Gegengeraden bog die Strecke nun nach links ab, es folgen drei Rechtskurven mit unterschiedlichen Radien. Die Streckenlänge erhöhte sich im Zuge dieser Änderungen von 1,947 km auf 2,373 km.
Vor dem Rennen gab es einen Fahrerwechsel: Bei Venturi kehrte Tom Dillmann ins Cockpit zurück. Er ersetzt erneut Edoardo Mortara, den er bereits beim Berlin E-Prix vertreten hatte. Mortara war verhindert, weil er zeitgleich in der DTM auf dem Circuit Park Zandvoort antrat.
Mit Sam Bird (zweimal) trat ein ehemaliger Sieger zu diesem Rennen an.
Daniel Abt, Sébastien Buemi und Vergne erhielten im ersten Rennen einen sogenannten FANBOOST, sie durften die Leistung ihres zweiten Fahrzeugs einmal auf bis zu 200 kW erhöhen und so bis zu 100 Kilojoule Energie zusätzlich verwenden. Für Abt war es der neunte und für Buemi der zehnte FANBOOST in dieser Saison. Vergne erhielt den FANBOOST zuletzt beim Montreal ePrix 2017. Alle drei Fahrer erhielten auch im zweiten Rennen den FANBOOST.

### Renntag eins

#### Training
Im ersten freien Training war di Grassi mit einer Rundenzeit von 1:13,566 Minuten Schnellster vor Sébastien Buemi und Mitch Evans. Das Training musste zweimal unterbrochen werden: Zunächst war Nick Heidfeld wegen eines Fahrfehlers auf der Strecke zum Stehen gekommen und löste einen Stau aus, da Daniel Abt unmittelbar hinter ihm zum Stehen kam und die Strecke so vollständig blockiert war. Später blieb José María López nach einem Kontakt mit der Streckenbegrenzung in der Boxengasseneinfahrt stehen, sein Wagen musste abgeschleppt werden. Dies dauerte mehrere Minuten. Die Rennleitung entschied daraufhin, das Training um zehn Minuten zu verlängern.
Im zweiten freien Training fuhr Evans in 1:13,207 Minuten die Bestzeit vor Jérôme D’Ambrosio und Bird. Oliver Turvey zog sich bei einem Unfall eine Verletzung an der Hand zu, er wurde mit Verdacht auf einen Knochenbruch ins Krankenhaus eingeliefert und konnte daher nicht am Qualifying teilnehmen. Das Team zog die Nennung Turveys im Anschluss an die Untersuchung für das Rennwochenende zurück.

#### Qualifying
Das Qualifying begann um 11:30 Uhr und fand in vier Gruppen zu je fünf Fahrern statt, jede Gruppe hatte sechs Minuten Zeit, in der die Piloten maximal eine gezeitete Runde mit einer Leistung 170 kW und anschließend maximal eine gezeitete Runde mit einer Leistung von 200 kW fahren durften. Daniel Abt war mit einer Rundenzeit von 1:13,981 Minuten Schnellster. Beide Techeetah-Piloten, die schnellere Rundenzeiten als Abt erzielt hatten, wurden disqualifiziert, da sie mehr als die maximal erlaubte Leistung von 200 kW verwendet hatten. Sarrazin schlug auf seiner 200-kW-Runde in die Streckenbegrenzung ein, mit seiner 170-kW-Runde verpasste er die 110-Prozent-Hürde.
Die fünf schnellsten Fahrer fuhren anschließend im Superpole genannten Einzelzeitfahren die ersten fünf Positionen aus. Buemi sicherte sich mit einer Rundenzeit von 1:13,911 Minuten die Pole-Position und damit drei Punkte. Die weiteren Positionen belegten Evans, Nicolas Prost, D’Ambrosio und Abt.

#### Rennen
Das Rennen ging über 45 Runden.
Di Grassi gewann das Rennen vor Abt und Buemi. Die restlichen Punkteplatzierungen belegten Dillmann, Vergne, Nick Heidfeld, André Lotterer, Maro Engel, Bird und Prost. Der Punkt für die schnellste Rennrunde unter den ersten Zehn ging an Abt.
Vergne sicherte sich mit dem fünften Platz erstmals den Meistertitel in der Fahrerwertung, es war zudem das erste Mal, dass sich ein Fahrer den Titel bereits vor dem letzten Rennen sichern konnte. In der Teamwertung verkürzte Audi den Rückstand auf Techeetah auf fünf Punkte.

### Renntag zwei

#### Training
Im dritten freien Training, das bei nassen Streckenverhältnissen stattfand, war Abt mit einer Rundenzeit von 1:18,699 Minuten Schnellster vor Evans und António Félix da Costa.

#### Qualifying
Das Qualifying begann um 11:00 Uhr und fand in vier Gruppen zu je fünf Fahrern statt, jede Gruppe hatte sechs Minuten Zeit, in der die Piloten maximal eine gezeitete Runde mit einer Leistung 170 kW und anschließend maximal eine gezeitete Runde mit einer Leistung von 200 kW fahren durften. Das Qualifying fand auf nasser Streckestatt. Di Grassi war mit einer Rundenzeit von 1:17,867 Minuten Schnellster. 
Die fünf schnellsten Fahrer fuhren anschließend im Superpole genannten Einzelzeitfahren die ersten fünf Positionen aus. Buemi sicherte sich mit einer Rundenzeit von 1:17,973 Minuten die Pole-Position und damit drei Punkte. Die weiteren Positionen belegten Lotterer, Vergne, Abt und di Grassi.
Félix da Costa und Lynn wurde wegen eines Getriebewechsels zum zehn Startplätze nach hinten versetzt. Da dies bei beiden Fahrern nicht möglich war, erhielten sie eine Zeitstrafe von zehn Sekunden, die sie beim Fahrzeugwechsel absitzen mussten.

#### Rennen
Das Rennen ging über 43 Runden.
Vergne gewann das Rennen vor di Grassi und Abt. Die weiteren Punkteplatzierungen belegten Buemi, Felix Rosenqvist, Evans, Nelson Piquet jr., Heidfeld, Lotterer und Bird. Der Punkt für die schnellste Rennrunde ging an Abt.
Die Fahrerwertung gewann Vergne somit vor di Grassi und Bird. In der Teamwertung überholte Audi noch Techeetah, das Team gewann somit zum ersten Mal die Meisterschaft.

## Meldeliste
Alle Teams und Fahrer verwendeten Reifen von Michelin.
| Team                            | Fahrzeug             | Nr. | Fahrer                 |
| ------------------------------- | -------------------- | --- | ---------------------- |
| Renault e.dams                  | Renault Z.E.17       | 08  | Nicolas Prost          |
| Renault e.dams                  | Renault Z.E.17       | 09  | Sébastien Buemi        |
| Audi Sport ABT Schaeffler       | Audi e-tron FE04     | 01  | Lucas di Grassi        |
| Audi Sport ABT Schaeffler       | Audi e-tron FE04     | 66  | Daniel Abt             |
| Mahindra Racing Formula E Team  | Mahindra M4Electro   | 19  | Felix Rosenqvist       |
| Mahindra Racing Formula E Team  | Mahindra M4Electro   | 23  | Nick Heidfeld          |
| DS Virgin Racing Formula E Team | Virgin DSV-03        | 02  | Sam Bird               |
| DS Virgin Racing Formula E Team | Virgin DSV-03        | 36  | Alex Lynn              |
| Techeetah                       | Renault Z.E.17       | 18  | André Lotterer         |
| Techeetah                       | Renault Z.E.17       | 25  | Jean-Éric Vergne       |
| NIO Formula E Team              | NextEV NIO Sport 003 | 16  | Oliver Turvey          |
| NIO Formula E Team              | NextEV NIO Sport 003 | 16  | Ma Qinghua             |
| NIO Formula E Team              | NextEV NIO Sport 003 | 68  | Luca Filippi           |
| Andretti Formula E              | Andretti ATEC-03     | 27  | Stéphane Sarrazin      |
| Andretti Formula E              | Andretti ATEC-03     | 28  | António Félix da Costa |
| Dragon Racing                   | PENSKE EV-2          | 06  | José María López       |
| Dragon Racing                   | PENSKE EV-2          | 07  | Jérôme D’Ambrosio      |
| Venturi Formula E Team          | Venturi VM200-FE-03  | 04  | Tom Dillmann           |
| Venturi Formula E Team          | Venturi VM200-FE-03  | 05  | Maro Engel             |
| Panasonic Jaguar Racing         | Jaguar I-Type II     | 03  | Nelson Piquet jr.      |
| Panasonic Jaguar Racing         | Jaguar I-Type II     | 20  | Mitch Evans            |

Anmerkungen
1. ↑  NIO zog die Nennung von Turvey nach dem Qualifying zum ersten Rennen wegen einer Verletzung zurück.
2. ↑  NIO nannte Ma als Ersatz für Turvey für das zweite Rennen.

## Klassifikationen

### Renntag eins

#### Qualifying
| Pos.                                                                   | Fahrer                 | Team                            | Zeit       | Superpole | Start |
| ---------------------------------------------------------------------- | ---------------------- | ------------------------------- | ---------- | --------- | ----- |
| 01                                                                     | Sébastien Buemi        | Renault e.dams                  | 1:14,178   | 1:13,911  | 01    |
| 02                                                                     | Mitch Evans            | Panasonic Jaguar Racing         | 1:14,050   | 1:14,465  | 02    |
| 03                                                                     | Nicolas Prost          | Renault e.dams                  | 1:14,198   | 1:14,921  | 03    |
| 04                                                                     | Jérôme D’Ambrosio      | Dragon Racing                   | 1:14,121   | 1:15,391  | 04    |
| 05                                                                     | Daniel Abt             | Audi Sport ABT Schaeffler       | 1:13,981   | 1:16,579  | 05    |
| 06                                                                     | Nelson Piquet jr.      | Panasonic Jaguar Racing         | 1:14,203   | –         | 06    |
| 07                                                                     | José María López       | Dragon Racing                   | 1:14,244   | –         | 07    |
| 08                                                                     | Maro Engel             | Venturi Formula E Team          | 1:14,292   | –         | 08    |
| 09                                                                     | Tom Dillmann           | Venturi Formula E Team          | 1:14,304   | –         | 09    |
| 10                                                                     | Nick Heidfeld          | Mahindra Racing Formula E Team  | 1:14,322   | –         | 10    |
| 11                                                                     | Lucas di Grassi        | Audi Sport ABT Schaeffler       | 1:14,325   | –         | 11    |
| 12                                                                     | António Félix da Costa | Andretti Formula E              | 1:14,382   | –         | 12    |
| 13                                                                     | Alex Lynn              | DS Virgin Racing Formula E Team | 1:14,473   | –         | 13    |
| 14                                                                     | Sam Bird               | DS Virgin Racing Formula E Team | 1:14,484   | –         | 14    |
| 15                                                                     | Luca Filippi           | NIO Formula E Team              | 1:14,523   | –         | 15    |
| 16                                                                     | Felix Rosenqvist       | Mahindra Racing Formula E Team  | 1:14,825   | –         | 16    |
| 110-Prozent-Zeit: 1:21,379 min (bezogen auf Bestzeit von 1:13,981 min) |                        |                                 |            |           |       |
| 17                                                                     | Stéphane Sarrazin      | Andretti Formula E              | 1:26,036   | –         | 17    |
| 18                                                                     | Jean-Éric Vergne       | Techeetah                       | keine Zeit | –         | 18    |
| 19                                                                     | André Lotterer         | Techeetah                       | keine Zeit | –         | 19    |
| 20                                                                     | Oliver Turvey          | NIO Formula E Team              | keine Zeit | –         | –     |

Anmerkungen
1. ↑  Obwohl er sich nicht qualifiziert hatte, wurde Sarazin erlaubt, zu starten, da er im freien Training ausreichend schnell gewesen war.
2. ↑  Vergnes Rundenzeiten im Qualifying wurden gestrichen, da er mehr als die maximal erlaubte Leistung von 200 kW verwendet hatte.
3. ↑  Lotterers Rundenzeiten im Qualifying wurden gestrichen, da er mehr als die maximal erlaubte Leistung von 200 kW verwendet hatte.

#### Rennen
| Pos. | Fahrer                 | Team                            | Runden | Zeit        | Start | Schnellste Runde |
| ---- | ---------------------- | ------------------------------- | ------ | ----------- | ----- | ---------------- |
| 01   | Lucas di Grassi        | Audi Sport ABT Schaeffler       | 43     | 1:02:30,054 | 11    | 1:15,287 (41.)   |
| 02   | Daniel Abt             | Audi Sport ABT Schaeffler       | 43     | + 0,965     | 05    | 1:15,082 (43.)   |
| 03   | Sébastien Buemi        | Renault e.dams                  | 43     | + 2,583     | 01    | 1:15,672 (43.)   |
| 04   | Tom Dillmann           | Venturi Formula E Team          | 43     | + 4,090     | 09    | 1:15,837 (41.)   |
| 05   | Jean-Éric Vergne       | Techeetah                       | 43     | + 4,679     | 18    | 1:15,666 (41.)   |
| 06   | Nick Heidfeld          | Mahindra Racing Formula E Team  | 43     | + 5,142     | 10    | 1:15,524 (41.)   |
| 07   | André Lotterer         | Techeetah                       | 43     | + 5,810     | 19    | 1:15,733 (41.)   |
| 08   | Maro Engel             | Venturi Formula E Team          | 43     | + 6,312     | 08    | 1:15,209 (42.)   |
| 09   | Sam Bird               | DS Virgin Racing Formula E Team | 43     | + 6,833     | 14    | 1:15,246 (42.)   |
| 10   | Nicolas Prost          | Renault e.dams                  | 43     | + 8,389     | 03    | 1:15,574 (42.)   |
| 11   | António Félix da Costa | Andretti Formula E              | 43     | + 9,114     | 12    | 1:15,585 (42.)   |
| 12   | Stéphane Sarrazin      | Andretti Formula E              | 43     | + 13,242    | 17    | 1:15,787 (41.)   |
| 13   | Jérôme D’Ambrosio      | Dragon Racing                   | 43     | + 13,805    | 04    | 1:15,200 (41.)   |
| 14   | Felix Rosenqvist       | Mahindra Racing Formula E Team  | 43     | + 35,452    | 16    | 1:14,663 (42.)   |
| 15   | Luca Filippi           | NIO Formula E Team              | 42     | + 1 Runde   | 15    | 1:17,774 (31.)   |
| –    | Alex Lynn              | DS Virgin Racing Formula E Team | 33     | DNF         | 13    | 1:18,516 (15.)   |
| –    | José María López       | Dragon Racing                   | 30     | DNF         | 07    | 1:17,423 (25.)   |
| –    | Nelson Piquet jr.      | Panasonic Jaguar Racing         | 30     | DNF         | 06    | 1:17,212 (27.)   |
| –    | Mitch Evans            | Panasonic Jaguar Racing         | 0      | DNF         | 02    | –                |

### Renntag zwei

#### Qualifying
| Pos.                                                                   | Fahrer                 | Team                            | Zeit       | Superpole  | Start |
| ---------------------------------------------------------------------- | ---------------------- | ------------------------------- | ---------- | ---------- | ----- |
| 01                                                                     | Sébastien Buemi        | Renault e.dams                  | 1:18,139   | 1:17,973   | 01    |
| 02                                                                     | André Lotterer         | Techeetah                       | 1:18,315   | 1:18,013   | 02    |
| 03                                                                     | Jean-Éric Vergne       | Techeetah                       | 1:18,571   | 1:18,031   | 03    |
| 04                                                                     | Daniel Abt             | Audi Sport ABT Schaeffler       | 1:18,432   | 1:18,145   | 04    |
| 05                                                                     | Lucas di Grassi        | Audi Sport ABT Schaeffler       | 1:17,867   | keine Zeit | 05    |
| 06                                                                     | Mitch Evans            | Panasonic Jaguar Racing         | 1:18,580   | –          | 06    |
| 07                                                                     | Nelson Piquet jr.      | Panasonic Jaguar Racing         | 1:18,704   | –          | 07    |
| 08                                                                     | Sam Bird               | DS Virgin Racing Formula E Team | 1:18,794   | –          | 08    |
| 09                                                                     | Felix Rosenqvist       | Mahindra Racing Formula E Team  | 1:18,828   | –          | 09    |
| 10                                                                     | Stéphane Sarrazin      | Andretti Formula E              | 1:19,017   | –          | 10    |
| 11                                                                     | José María López       | Dragon Racing                   | 1:19,114   | –          | 11    |
| 12                                                                     | Jérôme D’Ambrosio      | Dragon Racing                   | 1:19,124   | –          | 12    |
| 13                                                                     | Nick Heidfeld          | Mahindra Racing Formula E Team  | 1:19,168   | –          | 13    |
| 14                                                                     | Tom Dillmann           | Venturi Formula E Team          | 1:19,365   | –          | 14    |
| 15                                                                     | Luca Filippi           | NIO Formula E Team              | 1:19,454   | –          | 15    |
| 16                                                                     | Nicolas Prost          | Renault e.dams                  | 1:19,529   | –          | 16    |
| 17                                                                     | Maro Engel             | Venturi Formula E Team          | 1:19,540   | –          | 17    |
| 18                                                                     | Alex Lynn              | DS Virgin Racing Formula E Team | 1:19,658   | –          | 19    |
| 110-Prozent-Zeit: 1:25,654 min (bezogen auf Bestzeit von 1:17,867 min) |                        |                                 |            |            |       |
| 19                                                                     | Ma Qinghua             | NIO Formula E Team              | 1:26,086   | –          | 18    |
| 20                                                                     | António Félix da Costa | Andretti Formula E              | keine Zeit | –          | 20    |

Anmerkungen
1. ↑  Lynn wurde wegen eines Getriebewechsels zum zehn Startplätze nach hinten versetzt. Da dies nicht möglich war, erhielt er eine Zeitstrafe von zehn Sekunden.
2. ↑  Ma wurde erlaubt zu starten, da er im freien Training ausreichend schnell gefahren war.
3. ↑  Félix da Costa wurde wegen eines Getriebewechsels zum zehn Startplätze nach hinten versetzt. Da dies nicht möglich war, erhielt er eine Zeitstrafe von zehn Sekunden.

#### Rennen
| Pos. | Fahrer                 | Team                            | Runden | Zeit        | Start | Schnellste Runde |
| ---- | ---------------------- | ------------------------------- | ------ | ----------- | ----- | ---------------- |
| 01   | Jean-Éric Vergne       | Techeetah                       | 43     | 1:01:38,089 | 03    | 1:15,979 (27.)   |
| 02   | Lucas di Grassi        | Audi Sport ABT Schaeffler       | 43     | + 0,508     | 05    | 1:15,866 (26.)   |
| 03   | Daniel Abt             | Audi Sport ABT Schaeffler       | 43     | + 1,287     | 04    | 1:15,552 (15.)   |
| 04   | Sébastien Buemi        | Renault e.dams                  | 43     | + 1,780     | 01    | 1:16,207 (27.)   |
| 05   | Felix Rosenqvist       | Mahindra Racing Formula E Team  | 43     | + 12,146    | 09    | 1:16,251 (20.)   |
| 06   | Mitch Evans            | Panasonic Jaguar Racing         | 43     | + 20,050    | 06    | 1:16,175 (20.)   |
| 07   | Nelson Piquet jr.      | Panasonic Jaguar Racing         | 43     | + 20,592    | 07    | 1:16,434 (14.)   |
| 08   | Nick Heidfeld          | Mahindra Racing Formula E Team  | 43     | + 24,275    | 13    | 1:16,107 (15.)   |
| 09   | André Lotterer         | Techeetah                       | 43     | + 28,821    | 02    | 1:15,766 (25.)   |
| 10   | Sam Bird               | DS Virgin Racing Formula E Team | 43     | + 32,810    | 08    | 1:16,538 (12.)   |
| 11   | Nicolas Prost          | Renault e.dams                  | 43     | + 34,100    | 16    | 1:16,917 (14.)   |
| 12   | Stéphane Sarrazin      | Andretti Formula E              | 43     | + 34,594    | 10    | 1:17,042 (32.)   |
| 13   | Qinghua Ma             | NIO Formula E Team              | 42     | + 1 Runde   | 18    | 1:17,079 (21.)   |
| 14   | Alex Lynn              | DS Virgin Racing Formula E Team | 42     | + 1 Runde   | 19    | 1:16,951 (31.)   |
| 15   | António Félix da Costa | Andretti Formula E              | 40     | DNF         | 20    | 1:16,918 (21.)   |
| –    | Maro Engel             | Venturi Formula E Team          | 38     | DNF         | 17    | 1:17,360 (12.)   |
| –    | Luca Filippi           | NIO Formula E Team              | 31     | DNF         | 15    | 1:19,002 (02.)   |
| –    | Jérôme D’Ambrosio      | Dragon Racing                   | 20     | DNF         | 12    | 1:18,873 (04.)   |
| –    | José María López       | Dragon Racing                   | 20     | DNF         | 11    | 1:18,968 (02.)   |
| –    | Tom Dillmann           | Venturi Formula E Team          | 06     | DNF         | 14    | 1:18,958 (02.)   |

## Meisterschaftsstände nach den Rennen
Die ersten zehn des Rennens bekamen 25, 18, 15, 12, 10, 8, 6, 4, 2 bzw. 1 Punkt(e). Zusätzlich gab es drei Punkte für die Pole-Position und einen Punkt für den Fahrer unter den ersten Zehn, der die schnellste Rennrunde erzielte.

### Fahrerwertung
| Pos. | Fahrer            | Team                            | Punkte |
| ---- | ----------------- | ------------------------------- | ------ |
| 01   | Jean-Éric Vergne  | Techeetah                       | 198    |
| 02   | Lucas di Grassi   | Audi Sport ABT Schaeffler       | 144    |
| 03   | Sam Bird          | DS Virgin Racing Formula E Team | 143    |
| 04   | Sébastien Buemi   | Renault e.dams                  | 125    |
| 05   | Daniel Abt        | Audi Sport ABT Schaeffler       | 120    |
| 06   | Felix Rosenqvist  | Mahindra Racing Formula E Team  | 96     |
| 07   | Mitch Evans       | Panasonic Jaguar Racing         | 68     |
| 08   | André Lotterer    | Techeetah                       | 64     |
| 09   | Nelson Piquet jr. | Panasonic Jaguar Racing         | 51     |
| 10   | Oliver Turvey     | NIO Formula E Team              | 46     |
| 11   | Nick Heidfeld     | Mahindra Racing Formula E Team  | 42     |
| 12   | Maro Engel        | Venturi Formula E Team          | 31     |
| 13   | Edoardo Mortara   | Venturi Formula E Team          | 29     |

| Pos. | Fahrer                 | Team                            | Punkte |
| ---- | ---------------------- | ------------------------------- | ------ |
| 14   | Jérôme D’Ambrosio      | Dragon Racing                   | 27     |
| 15   | António Félix da Costa | Andretti Formula E              | 20     |
| 16   | Alex Lynn              | DS Virgin Racing Formula E Team | 17     |
| 17   | José María López       | Dragon Racing                   | 14     |
| 18   | Tom Dillmann           | Venturi Formula E Team          | 12     |
| 19   | Nicolas Prost          | Renault e.dams                  | 8      |
| 20   | Tom Blomqvist          | Andretti Formula E              | 4      |
| 21   | Luca Filippi           | NIO Formula E Team              | 1      |
| 22   | Stéphane Sarrazin      | Andretti Formula E              | 0      |
| 23   | Ma Qinghua             | NIO Formula E Team              | 0      |
| 24   | Kamui Kobayashi        | Andretti Formula E              | 0      |
| 25   | Neel Jani              | Dragon Racing                   | 0      |

### Teamwertung
| Pos. | Team                            | Punkte |
| ---- | ------------------------------- | ------ |
| 01   | Audi Sport ABT Schaeffler       | 264    |
| 02   | Techeetah                       | 262    |
| 03   | DS Virgin Racing Formula E Team | 160    |
| 04   | Mahindra Racing Formula E Team  | 138    |
| 05   | Renault e.dams                  | 133    |

| Pos. | Team                    | Punkte |
| ---- | ----------------------- | ------ |
| 06   | Panasonic Jaguar Racing | 119    |
| 07   | Venturi Formula E Team  | 72     |
| 08   | NIO Formula E Team      | 47     |
| 09   | Dragon Racing           | 41     |
| 10   | Andretti Formula E      | 24     |